# Ciclo de Cassana
El Ciclo de Cassana (Cicle de Cassana en valenciano) es una trilogía de novelas del escritor castallense Enric Valor i Vives. Los libros que la conforman son Sense la terra promesa (Valencia, editorial Prometeo, 1980); Temps de batuda (Fernando Torres [editor], 1983) y Enllà de l'horitzó (Tàndem Edicions, 1991, en edición conjunta con las dos novelas precedentes).
Con un estilo casi melodramático, está ambientada en el pueblo ficticio de Cassana, al sur de la Comunidad Valenciana, en un paisaje de montañas y de relaciones sociales marcadas por el feudalismo y la tradición.
El Ciclo de Cassana está considerada la más importante producción novelística de Enric Valor, y muy significativa dentro del panorama literario actual en catalán.